# Le Voyage de Chihiro
Vous lisez un « article de qualité » labellisé en 2016.
Pour les articles homonymes, voir Chihiro.
Le Voyage de Chihiro (千と千尋の神隠し, Sen to Chihiro no kamikakushi, littéralement « Kamikakushi de Sen et Chihiro ») est un film d'animation japonais écrit et réalisé par Hayao Miyazaki et produit par le studio Ghibli, sorti en 2001.
Le film raconte l'histoire de Chihiro, une fillette de dix ans qui, alors qu'elle se rend en famille vers sa nouvelle maison, entre dans le monde des esprits. Après la transformation de ses parents en porcs par la sorcière Yubaba, Chihiro prend un emploi dans le Palais des Bains de la sorcière pour retrouver ses parents et regagner le monde des humains.
Miyazaki écrit le scénario en s'inspirant librement d'un roman de Sachiko Kashiwaba (La Cité des brumes oubliées) ainsi que de la fille de son producteur associé, Seiji Okuda, qui vient lui rendre visite chaque été. Il y développe plusieurs thèmes qui lui sont chers, dont l'intégration par le travail collectif, le voyage initiatique, le renouement avec les valeurs ancestrales et le danger de la société moderne pour la nature et les traditions. La production de Chihiro débute en 2000 avec un budget de 19 millions de dollars. La composition de la bande originale du film est confiée à Joe Hisaishi.
Le Voyage de Chihiro fut jusqu'en 2020 le plus grand succès de l'histoire du cinéma japonais, avec 23 millions de spectateurs au Japon et 395 millions de dollars de recettes dans le monde. Acclamé par la critique internationale, le film est considéré comme l'un des meilleurs des années 2000. Il remporte plusieurs récompenses, dont l'Oscar du meilleur film d'animation et l'Ours d'or du meilleur film de 2002.

## Synopsis
Chihiro Ogino (荻野 千尋, Ogino Chihiro), dix ans, boude à l’arrière de la voiture de ses parents ; ces derniers ont décidé de déménager à la campagne, et la petite fille regrette son ancienne école. En cherchant à rejoindre leur nouvelle maison, ils se perdent au bout d’une route tortueuse et arrivent devant un tunnel. Le traversant, malgré la réticence de Chihiro effrayée, ils arrivent dans ce qu’ils pensent être un parc à thèmes abandonné. Sentant une odeur de nourriture, ils rejoignent une échoppe vide regorgeant de victuailles, et les parents de la fillette s’installent ; prévoyant de payer en partant, ils commencent à manger goulûment. Agacée par leur comportement, Chihiro part explorer le parc abandonné et se retrouve à l’entrée d’un pont menant au Palais des Bains. Là, un jeune garçon l’avertit de partir vite avant le coucher du soleil.
Alors que la nuit tombe rapidement, Chihiro se précipite pour retrouver ses parents, mais découvre avec horreur que ceux-ci se sont transformés en cochons. De plus en plus affolée, la fillette s’enfuit dans les rues où des dizaines d’ombres prennent vie, mais une grande étendue d’eau bloque maintenant le chemin du retour. Un grand bateau lumineux aborde et débarquent des centaines de kami et yōkai tandis que Chihiro s’aperçoit qu’elle devient transparente. Elle part se blottir dans un coin où le jeune garçon la retrouve ; il la force à avaler un peu de nourriture du monde des esprits pour lui éviter de disparaître et la cache de la vue du Yu-bird, un rapace à tête de sorcière, qui patrouille. Il l’emmène ensuite traverser le pont qui mène au palais, tentant de la cacher des esprits et du personnel. Se présentant comme Haku, il semble connaître Chihiro de longue date, et lui conseille de descendre trouver Kamaji, le chauffagiste, pour obtenir du travail. Ainsi, la sorcière tenancière des lieux, Yubaba, ne pourra plus la transformer en animal.
Après avoir descendu plusieurs escaliers vertigineux, Chihiro se retrouve dans la salle des chaudières où travaille Kamaji, un vieil homme à six bras extensibles, accompagné de noiraudes qui transportent le charbon. Elle demande au chauffagiste s’il peut lui donner du travail, mais ce dernier, qui a la charge de préparer les sels de bain et d’envoyer l’eau chaude, lui dit ne pas avoir besoin d’aide supplémentaire. La présentant comme sa petite-fille, il la confie à une jeune femme (Lin, dont elle sera l'assistante) qui lui apporte à manger pour qu’elle la présente à Yubaba. Après avoir pris plusieurs ascenseurs, Chihiro se retrouve seule au dernier étage du palais, sa compagne ayant dû rester plus bas pour reprendre son travail. Une série de portes et de couloirs la mène au bureau où la sorcière l’attend. Yubaba interroge la fillette pour savoir qui l’a aidée à parvenir jusqu’ici, mais cette dernière se borne à lui demander du travail. Alors que la sorcière tente de l’intimider pour la faire renoncer, Bô, son bébé géant, se réveille et fait du raffut, ce qui donne à Chihiro l’occasion de se faire promettre d’être embauchée. Une fois le contrat signé, Yubaba dépossède trois kanjis de son nom et la renomme Sen (千) ; elle appelle Haku, qui s’avère être son apprenti, et lui demande de la superviser. Ce dernier, qui apparaît maintenant froid et autoritaire — pour ne pas éveiller le moindre soupçon chez Yubaba — confie la petite fille comme assistante à Lin, la jeune femme qui l’a accompagnée voir la sorcière. Lin accepte de mauvaise grâce de la prendre sous son aile, mais s’avère rapidement amicale envers la fillette, l’amenant au dortoir et lui fournissant ses nouveaux vêtements de travail.

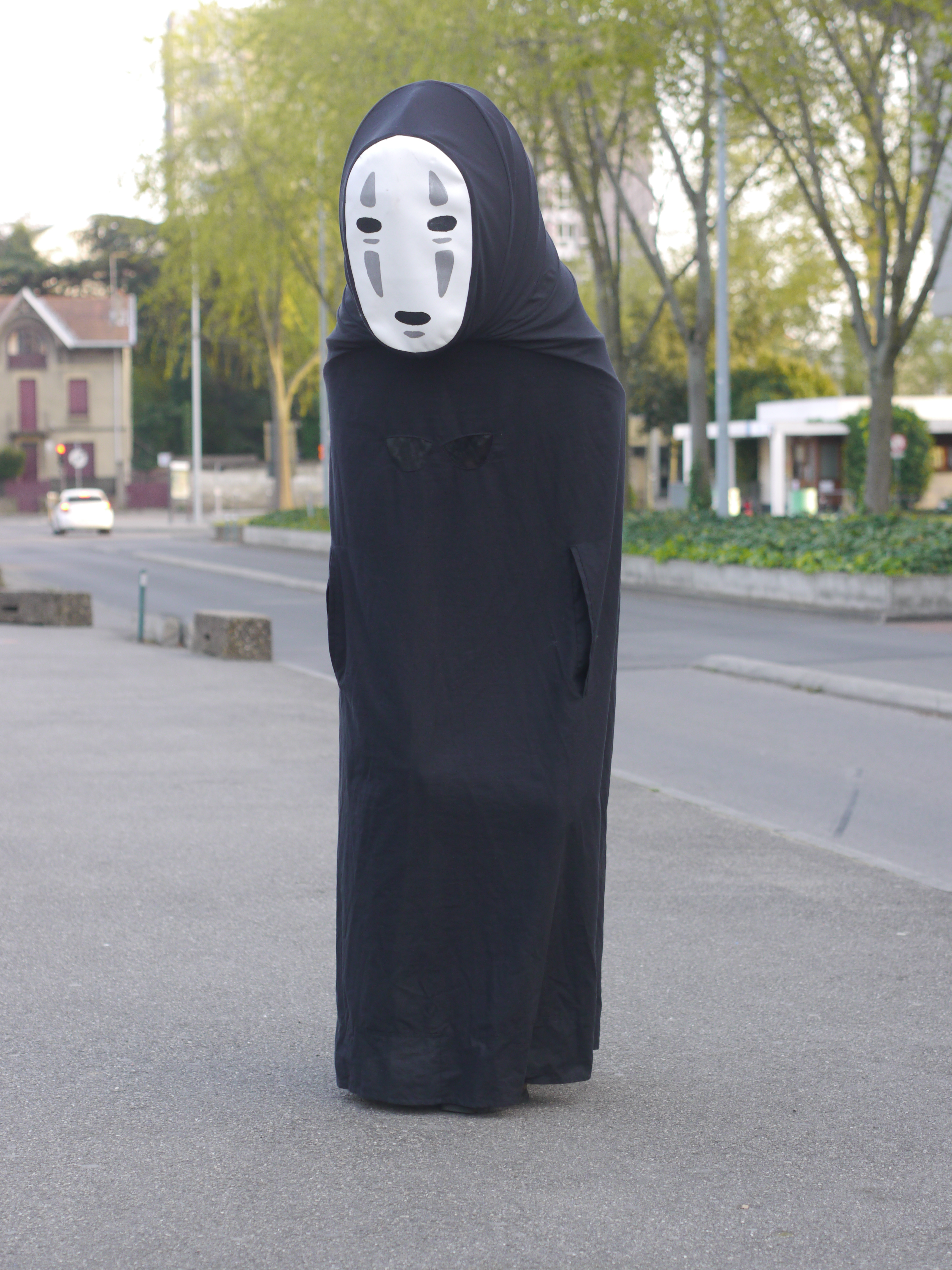
Cosplay du Sans-Visage.

Au petit matin, Haku réveille Sen et lui donne rendez-vous pour l’amener voir ses parents transformés ; en traversant le pont, la fillette croise Sans-Visage qui semble s’intéresser à elle. Redevenu amical, le jeune apprenti l’amène à la porcherie, mais Akio et Yuko Ogino sont maintenant de simples cochons sans aucun souvenir de leur vie humaine. Présumant que ses parents y sont présents, Sen leur promet de revenir les sauver et s’enfuit en larmes. Haku la console et lui rend ses anciens vêtements ainsi que la carte d’adieu écrite par les camarades de son ancienne école. Surprise, elle y lit son ancien prénom qu’elle avait déjà oublié. Son compagnon lui explique que Yubaba contrôle les gens en volant leurs prénoms et qu’elle doit conserver celui-ci en secret ; lui-même ne peut s’enfuir, ayant perdu la mémoire et oublié le sien, mais se souvient étrangement de Chihiro. Avant de retourner finir sa nuit dans la chaufferie, Sen voit un dragon s’envoler au loin.
Alors que la première journée de travail commence, Sen et Lin reçoivent l’ordre de s’occuper du grand bain, très encrassé car réservé aux invités les plus sales. Au cours de son ouvrage, voyant le Sans-Visage dehors sous la pluie, la fillette le laisse entrer avec sympathie. Ce dernier, utilisant sa capacité à se rendre invisible, l’aide à obtenir une plaquette à envoyer à la chaufferie pour faire couler un bain aux herbes, que le contremaître ne voulait pas lui donner, qui faciliterait son travail de nettoyage. Alors que Lin est partie chercher le déjeuner, il réapparaît et lui tend plusieurs autres plaquettes qu’il a volées, avant de disparaître. Peu après, Yubaba et tous les employés sont en effervescence : un esprit putride se dirige vers le palais, répandant une odeur abominable sur son passage. Sen reçoit l’ordre de le mener au grand bain et de s’occuper de lui. La fillette utilise les autres plaquettes pour remplir à nouveau le bain que l’hôte a fait déborder, mais tombe dedans. Elle s’aperçoit alors que quelque chose dépasse du corps de son client, et commence à tirer dessus, bientôt aidée par Lin et tous les autres employés à l’aide d’une corde fournie par Yubaba qui a compris la vraie nature de l’esprit, gardien d’une grande rivière polluée. Celui-ci, libéré de tous les détritus qui l’encombraient, remercie Sen en lui donnant une boulette amère, avant de partir, non sans laisser de nombreuses pépites d’or sur le sol, ce qui ravit la sorcière et ses employés.
La nuit venue, un employé grenouille (Aogaeru) vient voir près du grand bain s’il ne reste pas de pépites oubliées ; le Sans-Visage, capable de faire apparaître des pépites dorées, le piège et l’avale. Utilisant la voix de la grenouille, l’esprit demande ensuite de la nourriture, faisant apparaître de plus en plus de pépites. Pendant ce temps, Sen rêve que la boulette amère est en fait une boule médicinale, qui permettrait de rendre forme humaine à ses parents, mais qu’elle ne peut plus identifier ceux-ci parmi tous les autres cochons. En se réveillant, elle s’aperçoit que tous les employés sont déjà levés : tout le monde est occupé à préparer et à convoyer des mets au Sans-Visage, devenu monstrueusement gros, et qui réclame de plus en plus de nourriture, jetant des pépites tout autour de lui depuis son bain. Pas intéressée par l’or, la fillette va sur un balcon voir la mer autour du palais qui a encore monté, et remarque le dragon qu’elle avait vu attaqué par des centaines d’oiseaux en papier. Ayant l’intuition que celui-ci est Haku, elle l’appelle en ouvrant la fenêtre pour qu’il vienne se réfugier, et la ferme pour bloquer ses assaillants qui repartent, sauf un qui se colle discrètement dans son dos. Alors que le dragon sort en remontant tant bien que mal vers le haut du palais, Sen court chercher de l’aide, et tombe sur le Sans-Visage entouré et acclamé par tous les employés ; il tente de lui donner de l’or, mais elle le repousse poliment, lui disant qu’elle est pressée. Furieux, l’esprit commence à avaler des employés approchant l'or qu'il a créé, semant la panique.
Sen parvient à trouver une échelle qui mène aux étages supérieurs, et arrive dans la chambre de Bô, d’où elle entend la sorcière demander à ses minions, trois têtes bondissantes nommées Kashira, de se débarrasser de Haku dont elle n’a plus besoin, avant de repartir. La fillette a juste le temps de se cacher dans un tas de coussins avant que Yubaba ne passe par la chambre pour s’éclipser, mais le bébé s’intéresse à elle et ne veut pas la laisser partir. Parvenant à lui faire peur avec le sang du dragon sur ses mains, elle se précipite pour aider Haku, mais est attaquée par le Yu-bird. L’oiseau de papier dans son dos fait alors apparaître un hologramme de Zeniba, sœur jumelle de Yubaba, qui transforme Bô en grosse souris, le Yu-bird en oisillon et les Kashira en Bô. Elle explique à Sen que Haku lui a volé un artefact magique et s’est condamné à subir la protection magique de celui-ci. Le dragon reprend conscience et détruit l’oiseau de papier, faisant disparaître Zeniba, avant de tomber dans une oubliette, la fillette accrochée à son cou. Avec les dernières forces qui lui reste, il les mène à la chaufferie de Kamaji, où Sen lui fait avaler de force une moitié de la boulette médicinale, ce qui lui fait vomir l’artefact et reprendre forme humaine. Alors que Haku demeure inconscient, Sen décide de partir chez Zeniba pour lui rendre son bien, et lui demander de l’aide. Kamaji lui donne des tickets de train — une rareté dans ce monde — et lui indique l’arrêt, l’avertissant que la ligne est à sens unique.
Lin surgit ; Yubaba a découvert que Sen avait laissé entrer le Sans-Visage, qui souhaite la voir. La sorcière ne peut contrôler le monstre, et demande à la fillette, toujours accompagnée de Bô et du Yu-bird transformés qu’elle ne reconnaît pas, de s’en occuper. L’esprit est contrarié de ne pouvoir offrir à celle qu’il voudrait gâter ce dont elle a besoin ; poussé par sa frustration et sa solitude, il s’apprête à dévorer Sen, mais celle-ci lui donne à manger le reste de la boulette amère, ce qui le fait vomir et le rend furieux. Il poursuit la fillette à travers le palais, régurgitant au fur et à mesure tout ce qu’il a avalé, employés compris, et finit par reprendre sa forme d’origine. Sen en profite, avec l’aide de Lin, pour rejoindre la gare en suivant la voie de chemin de fer immergée, pour prendre le train avec ses deux petits compagnons et le Sans-Visage, rasséréné, qui a décidé de venir avec eux. Au palais, Yubaba est furieuse du bazar qui a été mis et de la fuite de Sen ; pour se venger, elle souhaite sacrifier ses parents, mais Haku, qui s’est réveillé, lui apprend que son bébé a été substitué et emmené chez Zeniba. Le jeune garçon lui fait promettre de libérer la fillette et ses parents s’il lui ramène Bô.
Après un long voyage, et alors qu’il fait déjà nuit, Sen arrive à destination avec ses compagnons chez Zeniba qui les accueille. La fillette lui rend l’artefact en s’excusant pour Haku, et la sorcière lui explique que d’après les règles de ce monde, elle ne devra compter que sur elle-même pour sauver le jeune homme et ses parents ; elle lui offre cependant un charme de protection sous la forme d’un élastique à cheveux qu’elle vient de tisser avec l’aide du Sans-Visage, de Bô et du Yu-bird. À l’aube, Haku arrive sous sa forme de dragon, et ils repartent en volant sur son dos, sauf le Sans-Visage qui décide de rester chez Zeniba comme assistant. Pendant le trajet, Sen se souvient que plus jeune, elle était tombée dans une rivière désormais souterraine nommée Kohaku. Elle comprend que le jeune garçon, qu’elle avait l’intuition de connaître depuis longtemps, est en fait la divinité de cette rivière, qui l’avait alors sauvée en l’amenant dans des eaux peu profondes. En se souvenant de son véritable nom, Haku est désormais libre, et reprend sa forme humaine ; ils volent tous deux main dans la main jusqu’au pont du palais où Yubaba les attend. Une dernière épreuve attend Sen : elle doit retrouver ses parents parmi une douzaine de cochons. Bô reprend sa forme de bébé, et ayant beaucoup gagné en maturité durant son aventure, gronde sa mère en lui demandant de ne pas faire pleurer sa compagne de voyage. Cette dernière accepte l’épreuve et devine, sous les acclamations des employés, que ses parents ne sont pas parmi les cochons présentés. Son contrat de travail se détruit, la libérant de son existence en tant que Sen, et Haku l’accompagne jusqu’à la frontière du domaine de la sorcière où l’eau a maintenant disparu. Les deux enfants se quittent en se promettant de se revoir, et la fillette rejoint ses parents qui l’attendent à l’entrée du tunnel et ne se sont rendu compte de rien. Une fois de retour à leur voiture, ils s’aperçoivent qu’elle est couverte de végétation et de poussière ; Chihiro se demande si ce qu’elle a vécu était bien réel, mais dans ses cheveux, le porte-bonheur de Zeniba jette un éclat.

## Personnages

### Personnages principaux
Chihiro Ogino (荻野 千尋, Ogino Chihiro) / Sen (千, Sen)Personnage principal du film. Craintive et apathique au début, cette fillette de 10 ans saura grandir et gagner confiance en elle afin d'affronter différentes péripéties dans le monde des esprits où elle est précipitée. Elle parvient ainsi à purifier l'esprit puant, à humaniser le Sans-Visage sans céder à ses tentatives de corruption, et à porter secours à son ami Haku et à ses parents,. Lorsque Chihiro signe son contrat, Yubaba lui vole son nom et elle devient Sen, employé des bains ce qui traduit alors la perte de son individualité. Dans la première partie du film, le scénario et le dessin de Masashi Andō révèlent le doute chez Chihiro, sentiment que les personnages de Miyazaki expriment habituellement peu. La seconde moitié du film, où Chihiro est devenue courageuse, marque un rapprochement avec les héroïnes des films passés de Miyazaki comme Nausicaä et San. Contrairement à Miyazaki, Andō aurait préféré que le doute continue à se manifester chez Chihiro.
Haku (ハク, Haku) / Esprit de la rivière Kohaku (饒速水琥珀主・ニギハヤミコハクヌシ, Nigihayami Kohaku Nushi)Yubaba a pris Haku comme apprenti magicien et lui a aussi volé son nom. Son travail est mystérieux et les autres employés du bain le respectent, mais craignent aussi son côté sombre et froid. Il sera d'une aide précieuse pour Chihiro. Il se montre souvent froid mais il a un bon et grand cœur au fond. Il peut se transformer en un long dragon longiligne blanc et bleu avec de longues moustaches qui vole et nage. Dans sa forme draconnique, il est un Ryū. Nigihayami Kohaku Nushi est un personnage très énigmatique, mystérieux, important et beau à la fois. Il souhaite que Chihiro puisse retourner dans son monde, mais elle devra faire preuve de beaucoup de choses, à la fois dures et initiatiques, il sera celui qui la guidera le plus courageusement, il se montrera courageux et parfois même sacrificiel pour Chihiro/Sen. Haku est considéré comme un dieu et parfois appelé le seigneur ou dieu[réf. nécessaire]. C'est grâce à Haku et sa détermination inébranlable que Chihiro pourra réussir à avoir confiance en lui et qu'ils pourront s'entraider[réf. nécessaire]. Son nom est peut-être inspiré de Nigihayahi, une figure historique et légendaire, selon N. T. Reider.
Yubaba (湯婆婆, Yubāba, litt. « la vieille des bains »)Patronne d'Aburaya, l'établissement de bains publics. C'est aussi une sorcière avare et acariâtre. Riche veuve, elle ne tolère que l'obéissance aveugle de ses employés. Seul son enfant unique est capable de la faire plier. « Le projet précédent fut supprimé... À ce point qu'elle fut dépeinte comme un personnage grotesque, le genre de personnage qui pourrait apparaitre dans une illustration d'Alice au pays des merveilles. ». Elle rappelle également les Yama-Uba, sorcières des montagnes dotées de pouvoirs magiques dans le folklore japonais, dévorant les humains égarés mais mères protectrices, comme l'évoque son rôle de mère-poule avec son bébé.
Lin (リン, Rin)Jeune fille employée des bains, elle guide Chihiro à ses débuts et s'occupe d'elle, elle est gentille, généreuse et attentionnée. Masashi Andō explique que le personnage devait être la transformation d'une belette ou d'une zibeline mais qu'elle a finalement la taille d'une femme moyenne ; Miyazaki allongera son visage par rapport aux dessins préparatoires.
Sans-Visage (顔ナシ, Kaonashi, litt. « sans visage »)Personnage mystérieux et masqué, il peut disparaître à sa convenance. Au départ, il n'est pas doté de parole mais, en subjuguant des employés du bain avec des richesses, il parvient à exprimer son insatiable appétit, car en les « dévorant » il peut absorber leur voix et leur personnalité. Seule Chihiro refuse ses cadeaux, ce qui le frustre et finira par lui faire perdre raison. Il fera aussi partie de l'expédition chez Zeniba et y trouvera la paix. Dans le scénario initial, le Sans-Visage ne jouait aucun rôle, mais le réalisateur a pour habitude de faire évoluer son scénario en cours de production. C'est son apparition sur un dessin qui a inspiré Miyazaki pour la création de ce personnage sans identité,. Le personnage n'est donc pas inspiré du folklore japonais contrairement aux autres esprits; il porte toutefois un masque de nô qui symbolise dans cette forme de théâtre traditionnel la dissimulation de soi et la confusion des identités.

### Autres personnages
Par ordre alphabétique :
Akio Ogino (荻野 明夫, Ogino Akio)Père de Chihiro, homme d'affaires de 38 ans optimiste, courageux, sans gêne et glouton, ayant peu d'empathie envers les autres. Masashi Andō, responsable de la conception des personnages, décrit le père de Chihiro comme un jock, une tête brûlée à l'appétit insatiable.
Aogaeru (青蛙, Aogaeru, litt. « grenouille verte »)Employé des bains, il sera le premier à se faire dévorer par le Sans-Visage. Ce dernier se mit à utiliser sa voix pour s'adresser aux employés.
Aniyaku (兄役, Aniyaku, litt. « celui qui joue le rôle du grand frère »)Manager adjoint des hommes grenouilles.
Bō (坊, Bō)Fils de Yubaba. Il sait à peine marcher mais possède une force liée à son gabarit (il fait deux fois la taille de sa mère). Trop gâté par sa mère qui le garde enfermé dans ses appartements, pour le « protéger » du monde extérieur, il est capricieux et égoïste. Cela change après sa transformation par Zeniba et son départ avec Chihiro. Le voyage les rapproche et Bō apprécie cette expédition, loin du cocon maternel ; il en sort grandi.
Chichiyaku (父役, Chichiyaku, litt. « celui qui joue le rôle du père »)Manager des hommes grenouilles.
Kamaji (釜爺, Kamaji, litt. « le vieux du four »)dans le sous-sol de la maison des bains, il s'occupe de la chaufferie. Il utilise ses six bras pour préparer les décoctions thermales et dirige les boules de suie (ススワタリ, Susuwatari, litt. « rond de suie qui marche ») qui alimentent les fourneaux. Son apparence est celle d'un vieillard chauve et bossu, avec des rides, une grosse moustache et des lunettes fumées. Il reste assis à son poste et seuls ses bras s'activent.
Kashira (頭, Kashira, litt. « tête »)Il s'agit de trois têtes bondissantes et parlantes qui apparaissent dans les quartiers de Yubaba.
Yu-bird (湯バード, Yu bādo)Compagnon de Yubaba, cet oiseau doté d'une tête humaine ayant les traits de Yubaba lui sert de sentinelle. Il sera lui aussi transformé par Zeniba en une petite mouche inoffensive.
Yuko Ogino (荻野 悠子, Ogino Yūko)Mère de Chihiro, 36 ans, directe, réaliste et distante aussi. Masashi Andō la décrit en opposition avec la figure maternelle attentionnée habituellement développée dans les films de Miyazaki, avec des boucles d'oreilles et du rouge à lèvres.
Zeniba (銭婆, Zenība)Également sorcière, c'est la sœur jumelle de Yubaba. En dehors de leur apparence, elles n'ont pas vraiment de points communs. C'est une bonne sorcière qui vit coupée du monde tant son pouvoir est grand.

## Fiche technique

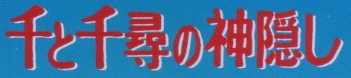
Logo original du film.

- Titre original : 千と千尋の神隠し (Sen to Chihiro no kamikakushi)
- Titre français : Le Voyage de Chihiro
- Titre international : Spirited Away
- Réalisation : Hayao Miyazaki
- Scénario : Hayao Miyazaki
- Musique : Joe Hisaishi
- Directeur de l'animation : Masashi Andō
- Photographie : Atsushi Okui
- Montage : Takeshi Seyama
- Producteur : Toshio Suzuki
- Société de production : studio Ghibli
- Sociétés de distribution : Tōhō et studio Ghibli
- Pays d'origine :  Japon
- Langue originale : japonais
- Durée : 124 minutes
- Budget : 1 900 000 000 ¥ (environ 19 000 000 $)[26]
- Dates de sortie :
  - Japon : 20 juillet 2001
  - France : 22 décembre 2001 (festival Nouvelles images du Japon[27]) ; 10 avril 2002 (sortie nationale)
  - Suisse : 10 avril 2002
  - Canada : 6 novembre 2002
  - Belgique : 25 septembre 2002
  - Chine : 21 juin 2019[28]

## Distribution

### Voix originales
- Rumi Hiiragi : Chihiro Ogino / Sen
- Miyu Irino : Hakū / Kohaku
- Mari Natsuki : Yubaba / Zeniba
- Bunta Sugawara : Kamaji
- Yasuko Sawaguchi : Yūko Ogino
- Takashi Naitō : Akio Ogino
- Yumi Tamai (ja) : Lin
- Ryūnosuke Kamiki : Boh
- Tsunehiko Kamijō : Chichiyaku
- Takehiko Ono : Aniyaku
- Yō Ōizumi : le chef d'équipe
- Tatsuya Gashuin : Aogaeru, la grenouille
- Akio Nakamura : Sans-visage

### Voix françaises
- Florine Orphelin : Chihiro Ogino / Sen
- Donald Reignoux : Hakū / Kohaku
- Anne Ludovik : Yubaba / Zeniba
- Jean-Claude Sachot : Kamaji
- Laurence Bréheret : Yūko Ogino
- Jean-François Aupied : Akio Ogino
- Véronique Volta : Lin
- Gilbert Lévy : Aogearu, la grenouille / Sans-visage
- Claire Bouanich : Bô le bébé
- Bernard Demory et Michel Barbey : les chefs des bains
- Gabriella Bonavera : voix additionnelles
Version française
  - Studio de doublage : Dubbing Brothers[29]
  - Direction artistique : Mathias Kozlowski
  - Adaptation : Philippe Videcoq

## Conception

### Genèse

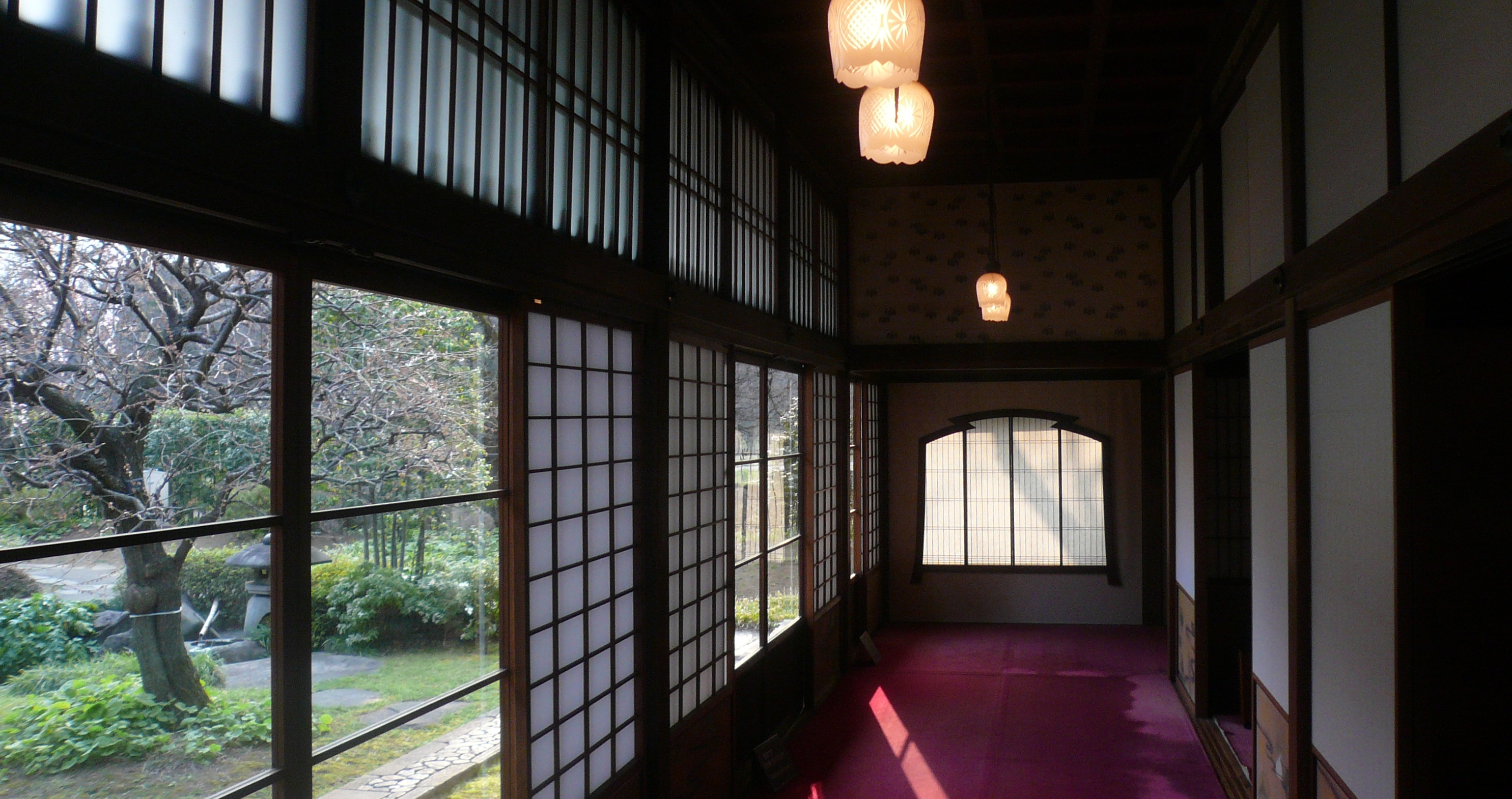
Vue intérieure d'un des bâtiments du musée d'architecture en plein air d'Edo-Tokyo.

À l'époque où le film est réalisé, Hayao Miyazaki passe toutes ses vacances d'été dans un chalet de montagne avec sa famille et cinq petites filles d'amis de la famille. L'idée du Voyage de Chihiro lui vient en voulant faire un film pour ces fillettes. Il a déjà réalisé des œuvres telles que Mon voisin Totoro et Kiki la petite sorcière, principalement destinées aux enfants et adolescents, mais n'a jamais créé un film s'adressant spécifiquement aux préadolescentes. Cherchant l'inspiration, il lit des magazines de prépublication de manga shōjo tels que Nakayoshi et Ribon laissés par les filles dans le chalet, mais est déçu de ne trouver pour sujets que des amourettes ou des romances. Pensant que ces mangas ne montrent pas ce que les jeunes filles « [ont] de plus cher dans leurs cœurs », Miyazaki décide de réaliser un film sur une héroïne qui serait une petite fille ordinaire, à laquelle il serait possible de s'identifier,.
Depuis plusieurs années, Miyazaki souhaite adapter un livre pour enfants intitulé La Cité des brumes oubliées de Sachiko Kashiwaba. Il propose deux projets dans cette veine qui sont rejetés : une adaptation directe du livre et un film à propos d'une adolescente contemporaine. Un troisième projet, qui finit par devenir Le Voyage de Chihiro, obtient plus de succès. Les trois histoires tournent autour d'un onsen, établissement thermal traditionnel japonais. Ce lieu, mystérieux pour le réalisateur, l’intrigue au point de composer plusieurs histoires à son sujet.
Pour une partie des bâtiments du monde des esprits, Miyazaki se base sur les édifices du musée d'architecture en plein air d'Edo-Tokyo à Koganei. Il visite souvent ce musée pour y trouver l'inspiration lorsqu'il travaille sur le film. Miyazaki a toujours été intéressé par les bâtiments de l'ère Meiji au style inspiré de l'architecture occidentale. Le musée fait naître de la nostalgie chez Miyazaki, qui explique : « quand je me tiens ici seul, le soir, près de l'heure de fermeture, et que le soleil se couche – les larmes me montent aux yeux »,. Parmi les sources d'inspiration majeure de l'établissement thermal figurent le Meguro Gajoen, hôtel tokyoïte des années 1920 marqué par une fusion des architectures japonaises et européennes ; le Notoyaryokan, auberge traditionnelle située dans la préfecture de Yamagata, célèbre pour son architecture et ses caractéristiques ornementales, ; et le Dōgo Onsen.

### Production

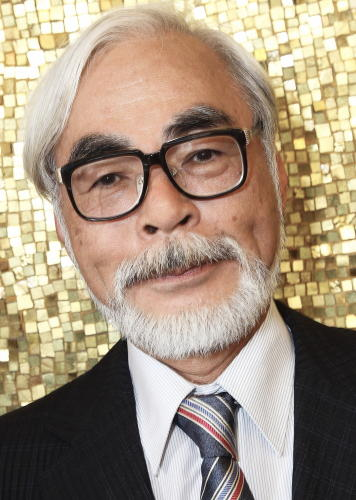
Hayao Miyazaki, le réalisateur.

La production du Voyage de Chihiro commence en 2000 avec un budget de 1,9 milliard de yens (soit environ 19 millions de dollars). Disney investit 10 % du coût pour le droit de préemption de la distribution américaine. L'équipe comprend de jeunes animateurs et des vétérans comme Ai Kagawa et Kitaro Kosaka ; Miyazaki travaille en lien étroit avec l'animateur Masashi Andō pour la supervision de l'animation, bien que le trait plus réaliste de ce dernier demande un certain travail d'harmonisation.
Fidèle aux habitudes de travail de Miyazaki, le scénario du film n'est pas définitif au commencement de la production, le réalisateur faisant évoluer son récit en fonction de ses inspirations et des premiers dessins. Le Sans-Visage notamment ne joue aucun rôle dans le scénario original, mais son apparition sur un dessin inspire Miyazaki pour la création de ce personnage sans identité,. Selon Masashi Andō, cette méthode de travail est exigeante pour les animateurs, car certaines scènes doivent être régulièrement modifiées ou remplacées. De plus, Miyazaki a réalisé en cours de production que le scénario initial était bien trop long et aurait nécessité plus de trois heures de film. Il a donc dû réécrire une partie de l'histoire et réduire les scènes frappantes, visant plutôt la simplicité,.
Comme pour Princesse Mononoké, la plupart des dessins sont réalisés à la main, puis numérisés et retouchés par ordinateur, à la différence des premiers films du studio entièrement réalisés en animation traditionnelle sur celluloïds. Les images sont ensuite combinées avec des objets et effets créés par infographie, éventuellement en tridimension,. L'objectif du studio est d'améliorer l'animation sans perdre l'aspect artisanal cher à Miyazaki. En particulier, chaque personnage est principalement dessiné à la main, Miyazaki travaillant aux côtés de ses animateurs pour vérifier que les résultats correspondent à ses vues. Les principaux outils numériques utilisés incluent les calques permettant de superposer les dessins et les effets spéciaux, le morphing, l'animation numérique de l'eau, le lancer de rayon pour l'éclairage réaliste des scènes, la création et l'ajout de textures sur les objets 2D ou 3D, et enfin le montage final. En raison des délais très courts, Ghibli sous-traite une partie du travail d'animation, notamment sur les intervalles, au studio coréen D.R. Digital.
La palette de couleur apparaît particulièrement vive et brillante par rapport aux précédents films du studio, la couleur dominante étant le rouge, rehaussé par l'or et l'orange. Les contrastes avec les zones sombres visent à souligner l'importance relative des lieux : par exemple, les quartiers de Yubaba étant les plus vastes et luxueux, ils présentent de forts contrastes entre la couleur et le noir.
La plupart des acteurs prêtant leur voix sont issus du monde de la télévision et du cinéma, comme Rumi Hiiragi pour Chihiro (elle a 13 ans en 1999), Bunta Sugawara pour Kamaji et Mari Natsuki pour Yubaba et Zeniba. Seul Miyu Irino pour Haku est un comédien spécialiste du doublage d'anime.

### Création et identité des personnages principaux
Le personnage principal, Chihiro Ogino, a deux noms dans le film. Dans la langue japonaise, les noms sont souvent constitués de caractères appelés kanjis qui peuvent avoir plusieurs sens et lectures. Chihiro (千尋) est formé des caractères Sen / Chi (千, « mille ») et Jin / Hiro (尋, « recherche », « interrogation » ou « fantôme ») ; son nom de famille, Ogino (荻野), peut être traduit par « champ de roseaux ». Lorsque Yubaba lui vole son nom, elle ne conserve que le premier caractère du prénom, Sen (千), et lui impose de désormais répondre à ce nouveau nom. Chihiro devient Sen et perd ainsi son identité et ce qui la rattache au monde des vivants et à ses parents. Miyazaki s'est ici inspiré du Cycle de Terremer d'Ursula Le Guin où les noms ont une importance primordiale pour le contrôle de sa vie et de sa mémoire, faisant écho au vol des noms par Yubaba pour asservir ses employés,.
Le personnage de Chihiro n'est basé sur aucun modèle précis. Lors de sa création, Miyazaki souhaite une fille « replète » plutôt que mince, visant avant tout au réalisme du personnage. Masashi Andō, responsable de la création des personnages, imagine ainsi une petite fille au visage rond, bien que son corps reste plus « fin »,. La réalisation du personnage de Chihiro a été une des principales difficultés du film selon le réalisateur. Miyazaki souhaitait une fille normale et réaliste pour son film, mais était lui-même frustré de l'aspect trop terne que cela conférait à son personnage. Le film approchant de la fin cependant, il a été rassuré par l'évolution du personnage, déclarant sentir qu'« elle sera une femme charmante ».
L’alter ego de Chihiro dans le monde des esprits est Haku, dont le rôle est ambigu au début du film. Afin de rendre ce personnage mystérieux, Masashi Andō travaille sur le contour des yeux pour qu'ils soient étranges et le dote de pupilles lui donnant un regard lointain afin de renforcer son rôle de personnage « transparent » tel que défini par le réalisateur.
Enfin, Yubaba, personnage grotesque avec sa tête surdimensionnée qui n'est pas sans rappeler le monde d’Alice au pays des merveilles, est inspiré d'un projet abandonné du studio.

### Genre et mise en scène
Le film appartient aux genres du conte de fées et du fantastique, avec quelques touches de fantaisie et même d'horreur,. Dans la mise en scène de ses œuvres, Miyazaki n'oppose pas le merveilleux au réel ou au quotidien, les deux aspects pouvant cohabiter ou se superposer naturellement. Dans Le Voyage de Chihiro, le monde des esprits, où le temps et l'espace ne sont pas clairement définis, reste volontairement flou et non structuré. Les va-et-vient symboliques entre les deux mondes apparaissent multiples et changeants, si bien qu'il n'est pas possible d'en discerner les frontières, ni d'ailleurs de suivre le temps qui passe, à la différence des dessins animés typiques de Disney ou d’Alice au pays des merveilles. Pour renforcer cette impression de réel auprès du spectateur, le monde des esprits est dessiné et animé de façon très réaliste, si bien que Chihiro y évolue naturellement.
Miyazaki ne pousse pas le spectateur à percer les secrets du monde des esprits, mais au contraire à accepter cet univers merveilleux, qui a sa cohérence propre, comme allant de soi. Cette approche correspond au shinto japonais, religion millénaire où les divinités, nommées kami, investissent continuellement le monde des vivants,. De plus, le choix du merveilleux permet à Miyazaki de s'adresser plus facilement aux enfants tout en explorant, au-delà des apparences du réel, le subconscient et la dimension psychologique, selon Reider.
Miyazaki ne révèle volontairement pas la nature du voyage de Chihiro, réel ou onirique, si bien que la fin reste ouverte à interprétations. Le mélange d'éléments architecturaux européens (victoriens) et japonais dans les bains concourt à cette ambiguïté. Le spectateur se trouve ainsi placé dans la même incertitude que le personnage principal,.

### Bande originale

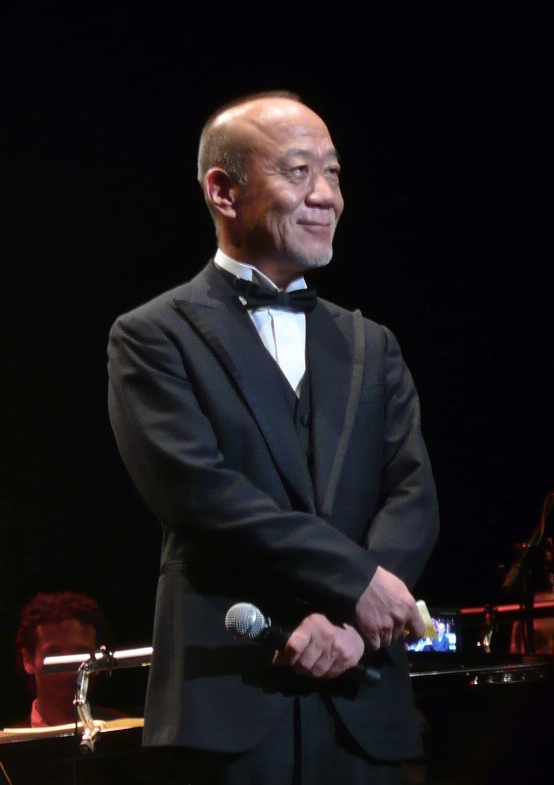
Joe Hisaishi, compositeur de la musique du film.

La bande originale du film est composée par Joe Hisaishi en 2001 et enregistrée au Nouvel orchestre philharmonique du Japon. La collaboration entre Hisaishi et Miyazaki, qui dure depuis la réalisation de Nausicaä de la vallée du vent en 1984, contribue à renforcer l'aspect « maladroit et immédiat » de l'aventure de Chihiro. Les musiques reflètent les sentiments de l’héroïne comme lors de la scène du train où s'expriment la tristesse et la mélancolie, mais également la peur lors de la scène de l'escalier menant à la chaufferie, ; le Sans-Visage est représenté par des percussions à consonances métalliques qui le rendent mystérieux. Le thème principal du film, Cet été-là, repris plusieurs fois, allie piano et orchestre ; les différents moments qui le composent évoquent tour à tour l'aventure, la solitude ou la nostalgie. Quant à la musique du générique de fin (Rêvons toujours les mêmes rêves aimés), elle est composée et interprétée par Youmi Kimura.
La bande originale est primée à plusieurs reprises, remportant notamment le prix de l'Académie japonaise, comme détaillé plus bas.

## Accueil

### Box-office
Le Voyage de Chihiro est un grand succès commercial, rapportant 395 580 000 $ au box-office mondial, dont plus de 229 607 878 $ au Japon,,,. Il devient le film le plus vu sur l'archipel avec plus de vingt millions de spectateurs, détrônant Titanic. Il est toutefois dépassé par Demon Slayer: Kimetsu no Yaiba - Le film : Le train de l'Infini en 2020.
Il réalise 1 461 488 entrées en France, 62 409 en Suisse, 25 112 en Belgique, et 15 280 au Québec. Le Voyage de Chihiro reste le plus grand succès mondial pour un film non-américain et non-anglophone jusqu'en 2012, avant d'être dépassé par Intouchables.
Le film est présenté en première internationale en décembre 2001 à Nouvelles images du Japon, festival du Forum des images, en présence de Hayao Miyazaki qui reçoit à cette occasion la Médaille de la Ville de Paris (Grand Vermeil) et est décoré de l'Ordre des Arts et des Lettres.
| Pays         | Entrées    | Pays       | Entrées | Pays               | Entrées    |
| ------------ | ---------- | ---------- | ------- | ------------------ | ---------- |
| Japon,       | 24 796 085 | Suisse     | 62 409  | Pays-Bas           | 23 367     |
| États-Unis   | 1 694 409  | Argentine  | 57 918  | Québec             | 15 280     |
| France       | 1 461 488  | Danemark   | 55 410  | Norvège            | 15 107     |
| Allemagne    | 427 341    | Pologne    | 55 364  | Turquie            | 14 654     |
| Brésil       | 321 544    | Suède      | 48 455  | République tchèque | 10 693     |
| Espagne      | 239 486    | Finlande   | 38 080  | Estonie            | 2 902      |
| Royaume-Uni  | 204 328    | Australie, | 29 180  | Slovaquie          | 164        |
| Italie       | 161 138    | Hongrie    | 28 704  | Slovénie           | 96         |
| Corée du Sud | 159 755    | Belgique   | 25 112  | Total monde        | 32 751 926 |

### Accueil critique
Le film est plébiscité par la critique dans le monde entier. En France, il obtient une note moyenne de 4,8/5 sur la revue de presse d'Allociné. Les Cahiers du cinéma le classe au 8e rang de leur liste des meilleurs films de 2002. Le Monde évoque une « traversée du miroir onirique et romantique » où « l'animation devient un art du dévoilement » ; Les Inrockuptibles « un poème en prose, une épopée foisonnante, un conte philosophique, une œuvre beaucoup plus ambitieuse qu'un simple roman d'apprentissage destiné à la jeunesse » ; pour Libération, il « culmine dans une séquence de trajet en train, d'une simplicité apparente » mais « à tomber à la renverse » ; Positif estime que « Miyazaki présente un conte de fées pour tous âges, une moralité, une fantasmagorie pour l'œil, pour l'ouïe, pour l'intelligence » ; pour Première, « l'expérience a de quoi combler toutes les catégories d'âge, de culture et de sensibilité » ; Télérama évoque « une Alice aux pays des fantômes où se mêlent avec brio fantaisie, jeu de piste et audaces visuelles » ; et pour Le Nouvel Observateur, « le film a la qualité surréaliste d'un songe ».
Dans le reste de la francophonie, La Libre Belgique estime que le film a « multiples degrés de lecture » est une « œuvre formellement époustouflante et d'une exceptionnelle densité ». Pour Le Soir, « le mélange entre poésies fantaisistes et réflexions rares est réjouissant ». Pour L'Impartial et L'Express en Suisse, il s'agit d'un réel « chef-d'œuvre » s'adressant aux adultes comme aux enfants. Au Québec lors de la sortie DVD, La Presse loue la « brillance du récit » et la « beauté des images ».
Pour le Japan Times, le film est un « chef-d'œuvre » où Miyazaki mêle la « richesse de son imagination et la force de son intelligence morale » ; pour le New York Times, Miyazaki propose un film d'une grande qualité artistique qui évite les stéréotypes des gentils et des méchants ; dans le Wall Street Journal, Le Voyage de Chihiro est décrit comme un « chef-d'œuvre […] brillant, beau et profond » appelé à devenir un classique ; pour The Guardian, le film, qui tranche techniquement avec l'animation occidentale, est « rapide et amusant, […] bizarre et merveilleux » ; pour Der Spiegel enfin, le film illustre l'espoir que place Miyazaki dans les générations futures pour briser la « malédiction du matérialisme ».
Parmi les critiques négatives, Hiroki Azuma estime dans le Mainichi Shinbun que la dimension psychologique des personnages est trop peu présente, l'évolution de Chihiro résultant plus d'éléments extérieurs que de sa volonté propre. Osmond estime aussi qu'à l'exception de Mari Natsuki, les voix du Voyage de Chihiro ne sont pas réellement « mémorables ».

## Distinctions
Le film reçoit plusieurs distinctions prestigieuses, dont l'Ours d'or du meilleur film à Berlin, le prix de l'Académie japonaise du meilleur film et le prix Mainichi du meilleur film en 2002, ainsi que l'Oscar du meilleur film d'animation en 2003. Il est le film ayant reçu le plus de suffrages de la liste du BFI des 50 films à voir avant d'avoir 14 ans, établie en 2005 par le British Film Institute. En 2010, le magazine Empire le classe à la 10e place dans sa liste des 100 meilleurs films de tous les temps en langue non-anglaise.

### Récompenses
Sauf indication contraire, les informations mentionnées dans cette section peuvent être confirmées par la base de données cinématographiques IMDb,  présente dans la section « Liens externes ».
- Nikkan Sports Film Award 2001 : meilleur film
- Berlinale 2002 : Ours d'or du meilleur film (premier film d'animation à avoir obtenu cette récompense ; ex æquo avec Bloody Sunday)
- Festival international du film de San Francisco 2002 : prix du public
- Prix de l'Académie japonaise 2002 : meilleur film et meilleure musique pour Joe Hisaishi
- Blue Ribbon Awards 2002 : meilleur film
- Hong Kong Film Awards 2002 : meilleur film asiatique
- Kinema Junpo Awards 2002 : prix des lecteurs du meilleur film
- Prix du film Mainichi 2002 : meilleur film d'animation, meilleur film, meilleur réalisateur, meilleure musique pour Joe Hisaishi et prix des lecteurs
- Festival du film fantastique d'Amsterdam 2003 : Silver Scream Award
- Annie Awards 2003 : meilleur film d'animation, meilleur réalisateur et meilleur scénario pour Hayao Miyazaki et meilleure musique pour Joe Hisaishi
- Critics' Choice Movie Awards 2003 : meilleur film d'animation
- Oscars du cinéma 2003 : meilleur film d'animation
- Satellite Awards 2003 : meilleur film d'animation
- Saturn Awards 2003 : meilleur film d'animation
- 5e Japan Media Arts Festival, Grand Prix, dans la division Animation

### Nominations
Sauf indication contraire, les informations mentionnées dans cette section peuvent être confirmées par la base de données cinématographiques IMDb,  présente dans la section « Liens externes ».
- Prix du cinéma européen 2002 : meilleur film non-européen
- César du cinéma 2003 : meilleur film étranger
- Prix Hugo 2003 : meilleur film
- Saturn Awards 2003 : meilleur scénario pour Hayao Miyazaki et meilleure musique pour Joe Hisaishi
- British Academy Film Awards 2004 : meilleur film en langue étrangère
- Grand prix de l'Union de la critique de cinéma 2004
- Prix Nebula 2004 : meilleur script

## Thèmes
Le réalisateur explore les liens entre modernisme et tradition au Japon. Il illustre les dérives du capitalisme et de la mondialisation entraînant une perte d'identité culturelle, qui se manifeste par un individualisme, un égoïsme et un consumérisme insatiable radicalement opposés aux valeurs ancestrales du peuple japonais,,. Chez le réalisateur, l'identité doit être comprise tant comme la quête de soi que la compréhension de ses liens avec la communauté, la société et la nature. En puisant dans les traditions millénaires, notamment le shinto, ainsi que ses propres souvenirs, Miyazaki montre la possibilité d'un lien avec le passé permettant aux jeunes de reconstruire une identité plus forte et collective, car « sans attaches ni passé, l'homme autant que la société sont voués à disparaître » selon l'analyse de Colson et Régner,,.
Miyazaki décrit dans le projet initial le but du film ainsi : « Nous devons informer [la jeunesse japonaise] de la richesse de nos traditions. »

### Critique du Japon contemporain

Le Dōgo Onsen de Matsuyama, source d'inspiration pour la création de l'établissement thermal dans le film qui incarne un Japon plus traditionnel.

Le récit et le dessin sont principalement construits sur l'opposition entre les dérives de la société contemporaine et les valeurs positives véhiculées par la tradition. La critique du monde moderne est introduite dès le début par une analogie qui perdure tout au long du film : l'association du vieux parc à thème délabré au Japon contemporain, en opposition au monde des esprits représentant le Japon traditionnel, mais déjà partiellement envahi par les dérives du capitalisme. Ainsi, selon Napier, Miyazaki vise à « réhabiliter certains aspects d'un Japon traditionnel idéalisé », sans adopter un ton didactique dans le film, procédant plutôt par allégories,.
Le parc à thème retrace en quelque sorte la tragédie du Japon contemporain : construit lors de la bulle spéculative de la fin des années 1980 comme beaucoup d'autres, il est finalement laissé complètement à l'abandon pour cause économique. Avant d'arriver au parc, les parents de Chihiro passent à côté d'un torii, montrant que le parc a été bâti sans vergogne sur un ancien lieu religieux,. Mais derrière cet abandon matériel se cache un abandon plus profond : l'oubli des valeurs et des traditions collectives de la société japonaise. Pour Miyazaki, les principes mêmes du matérialisme et du consumérisme mènent à une société à l'image du vieux parc à thème, c'est-à-dire l'abandon, le délabrement. Ce thème est aussi illustré par la rivière polluée jusqu'à l'excès,. La bêtise des parents de Chihiro, qui pensent qu'une carte de crédit fait tout, et la figure du Sans-Visage s'inscrivent également dans cette critique. Le Sans-Visage, justement, apparaît comme une transgression étrangère au monde des esprits. Seul, sans personnalité, ayant même perdu la parole, il illustre jusqu'au grotesque le pathétique et la dangerosité de ces dérives consuméristes dont il est l'allégorie ; il témoigne de ce qui doit être évité selon Miyazaki : la perte totale de son identité,,.
Le monde des esprits s'oppose au parc, et donc au Japon contemporain. Il incarne de prime abord un espace où perdurent les bonnes traditions du pays et ses légendes,. Ainsi dans l'établissement thermal, les valeurs positives du travail collectif et de l'esprit de groupe côtoient divinités shintos et phénomènes légendaires divers. Miyazaki tient tout particulièrement au mérite de l'apprentissage et du travail envisagé collectivement, qui permettent par exemple de purifier le dieu de la rivière de la pollution accumulée ou de stopper la folie du Sans-Visage,. Cependant, le réalisateur montre également que ces traditions qu'il défend sont fragiles, en témoigne l'oubli de son propre nom par Chihiro. Autre danger qui guette, la pollution qui menace là encore de corrompre le Japon traditionnel.
Toutefois, si l'établissement thermal est manifestement imprégné du Japon traditionnel, il n'incarne pas précisément le monde voulu par Miyazaki et encore moins une forme d'utopie selon Yang : ce lieu reste « liminal », signe que le Japon contemporain s'en est éloigné. De plus, le capitalisme et le matérialisme ont déjà pénétré l'établissement, qui rappelle par certains aspects plus l'usine que l’onsen local : Yubaba règne en maître sur ses employés qui doivent travailler dur pour vivre, représentant les classes ouvrières exploitées à l'image du vieux Kamaji qui se définit comme un « esclave »,. Yubaba, obsédée par l'argent, incarne à la fois le capitalisme et l'Occident : elle est la seule vêtue à l'européenne dans le monde des esprits, et l'architecture de son étage particulier est empreint de style victorien, contrairement aux étages des employés qui évoquent le Japon des époques d'Edo, Meiji et Taishō.

### Quête d'identité entre tradition et modernisme
Dans le film, Miyazaki donne sa vision d'une reconstruction vertueuse de l'identité culturelle du Japon et de ses habitants,, à travers la recréation d'un lien entre traditions et modernité. La mondialisation culturelle qui efface tant les particularismes locaux que le lien entre les lieux et l'histoire apparaît comme un grand danger. Il y a, chez Miyazaki, un amour profond de la terre natale, de l'endroit où l'on naît (en japonais, furusato). Il illustre à plusieurs reprises la vacuité des personnes sans attache (tel le Sans-Visage) et, en opposition, les bienfaits de la connexion au passé et au furusato. Après que Haku a montré à Chihiro ses parents transformés en cochons, il parvient dans une scène très nostalgique pour le public japonais à la réconforter avec des onigiri, ces boules de riz si typiques de l'archipel que les mères japonaises confectionnent pour les bentō de leurs enfants. Similairement, dans la scène du train, les fantômes des voyageurs représentent les travailleurs qui rentrent à la campagne, où les valeurs traditionnelles chères à Miyazaki sont mieux préservées que dans les métropoles,.
Néanmoins, le réalisateur admet avoir eu, étant jeune, une opinion très négative de l'histoire japonaise, surtout son passé militariste, si bien que ses premiers films se déroulent dans un contexte européen. Dans les années 1970, il renoue personnellement, en partie grâce à la plume de Sasuke Nakao, avec l'histoire ancienne du peuple japonais, dont la culture était étroitement liée au culte de la nature qu'il chérit lui-même. Dans le film, il mêle à sa perception de ce passé historique ses souvenirs personnels. Ainsi, les traditions que le réalisateur décrit sont essentiellement celles qu'il a connues enfant, héritées en particulier de l'ère Taishō (1912-1926). Cette période, marquée par une influence accrue de l'Europe sur divers aspects de la culture japonaise, notamment l'architecture et les arts, montre que pour Miyazaki, l'identité culturelle du pays est diverse et dynamique, ainsi que collective plutôt qu'individuelle ; le réel danger est la « perte du sens de l'histoire et de l'identité » face au postmodernisme et au consumérisme selon l'analyse de Yoshioka.
De plus, les connexions entre les deux Japon, traditionnel et contemporain, ne sont pas nécessairement négatives, comme le train, symbole de l'ère industrielle et promesse d'échappées, et surtout la présence même de Chihiro dans le monde des esprits, humaine qui purifie le dieu de la rivière. Miyazaki utilise d'ailleurs l'animation, et donc la technologie moderne, pour rappeler et faire perdurer les traditions. Il n'y a pas une séparation radicale entre tradition et modernité, mais dialogues et conflits ; pour Yang, Miyazaki souhaite simplement le rétablissement du lien entre les deux mondes, oublié par les jeunes générations, afin d'éviter la crise morale, identitaire et écologique qui menace le Japon. Le film présente donc un moyen de « détruire l'avidité humaine qui soutient un système consumériste capitaliste » en reconsidérant le présent comme intégrant le passé selon Suzuki. Le parcours de Chihiro, dont la perte d'identité est symbolisée par le vol de son nom au début du récit, montre que cette tâche est dévolue à la jeunesse contemporaine à laquelle le réalisateur s'adresse avec nostalgie et espoir,,.

### Voyage de Chihiro
Le personnage de Chihiro, jeune fille moderne qui va faire des rencontres extraordinaires, illustre la recréation d'un lien salutaire entre les jeunes Japonais et les traditions. Au début geignarde, elle va grandir et s'ancrer dans le Japon traditionnel grâce au travail, à la solidarité et à la responsabilisation de son existence. Pour elle, le voyage dans le monde des esprits fonctionne ainsi comme un voyage initiatique, mais également comme un rite de passage lui permettant de renouer avec l'identité culturelle japonaise.
Au début, Chihiro est une petite fille craintive et passive, perturbée par le déménagement de ses parents. Exceptionnellement dans le cinéma miyazakien, ces derniers, archétypes des parents modernes, sont présentés de façon singulièrement négative : gloutons et irrespectueux, il leur est réservé un sort particulièrement pathétique via la transformation en cochon. Si effacée que soit Chihiro, son refus de consommer la nourriture des esprits comme ses parents est un premier signe de vertu chez la petite fille, ce qui lui permet également de faire face à la terrible Yubaba pour obtenir un travail. Car c'est bien par le labeur collectif que Chihiro grandit et gagne en indépendance. Deux épisodes illustrent sa « régénération culturelle » qui lui permet de s'approprier de bonnes valeurs et de gagner confiance en soi : la purification du dieu de la rivière polluée et l'affrontement grotesque du Sans-Visage menaçant de dévorer tous les employés des bains. En réalité, Chihiro elle-même subit une forme de « purification » qui résulte en son renouement avec les racines fondamentales et positives de la société japonaise, en particulier le shinto,,. De plus, elle affronte ces deux épreuves collectivement, valeur primordiale pour Miyazaki. Dans la seconde moitié du film, Chihiro a définitivement gagné en maturité, car elle parvient à voyager de son propre chef jusque chez Zeniba, délivrer Haku en lui rendant sa véritable identité et, ultime épreuve, ressentir que ses parents ne se trouvent pas parmi le troupeau de cochons de Yubaba. La fin, bien qu'ambiguë puisque le spectateur ne sait pas si Chihiro se souviendra de ce voyage, suggère tout de même que la jeune fille s'est considérablement rapprochée de l'idéal miyazakien,.
Osmond note que le film se découpe en deux parties séparées par l'affrontement du Sans-Visage. Dans la première partie, dominée par les couleurs rouge et or des bains, la craintive Chihiro ressemble peu aux héroïnes miyazakiennes à la fois fortes et pures, ainsi que parfois désespérées, comme Nausicaä et San. L'animateur Masashi Andō tenait particulièrement à ce que l'histoire et le dessin révèlent le doute chez Chihiro, sentiment que les personnages de Miyazaki expriment habituellement peu. La seconde partie du film, où Chihiro est devenue courageuse, marque un rapprochement avec le cinéma miyazakien, de nombreuses scènes se déroulant désormais dans les airs ou l'eau, donnant une nouvelle couleur dominante bleue aux dessins. Andō et Miyazaki ont beaucoup discuté sur l'évolution du personnage ; l'animateur aurait lui préféré que le doute continue à se manifester chez Chihiro.
Les films de Miyazaki sont souvent centrés sur de jeunes filles (shōjo). Le choix de Chihiro comme héroïne permet de jouer sur sa vulnérabilité face au monde, faisant écho à celle de la société traditionnelle,. Il se crée une identification à la quête de soi du personnage, le spectateur étant amené selon son âge à penser à son propre futur, ou, pour les Japonais, à se remémorer son enfance. À la différence de Chihiro, le désir d'identité du Sans-Visage, par la corruption et le vol de la personnalité des autres, est un véritable échec. Plus généralement, par sa mise en scène complexe et problématisée de la figure de la jeune fille, le réalisateur s'inscrit dans la lignée des shōjo manga comme Utena, la fillette révolutionnaire qui ne présentent plus ce genre de personnage comme fondamentalement positif et simpliste.

### Scène du train
La scène du train est perçue par Osmond comme l'une des plus fortes du film par la nostalgie et la poésie qu'elle dégage. Dans le vieux wagon, les fantômes de voyageurs rentrent « à la maison » à la campagne tandis que seule Chihiro et ses compagnons sont pleinement colorés. Cette scène du train circulant au beau milieu de la mer est totalement imaginaire, mais traitée de façon naturelle et donc réaliste, à la manière du cinéma en prise de vues réelles. Elle « exemplifie la clarté et la précision de l'imagerie fantastique de Miyazaki, accessible et compréhensible par les adultes et les enfants ». Pour Miyazaki, ce voyage en train constitue la fin réelle du film, Chihiro ayant achevé son évolution en « héroïne miyazakienne ». Les quelques scènes qui viennent après sont de fait moins détaillées ou justifiées.
La mise en scène de ce voyage s'inspire directement d'un passage du Tombeau des lucioles d'Isao Takahata, cofondateur du studio Ghibli avec Miyazaki.

### Shinto, tradition et folklore

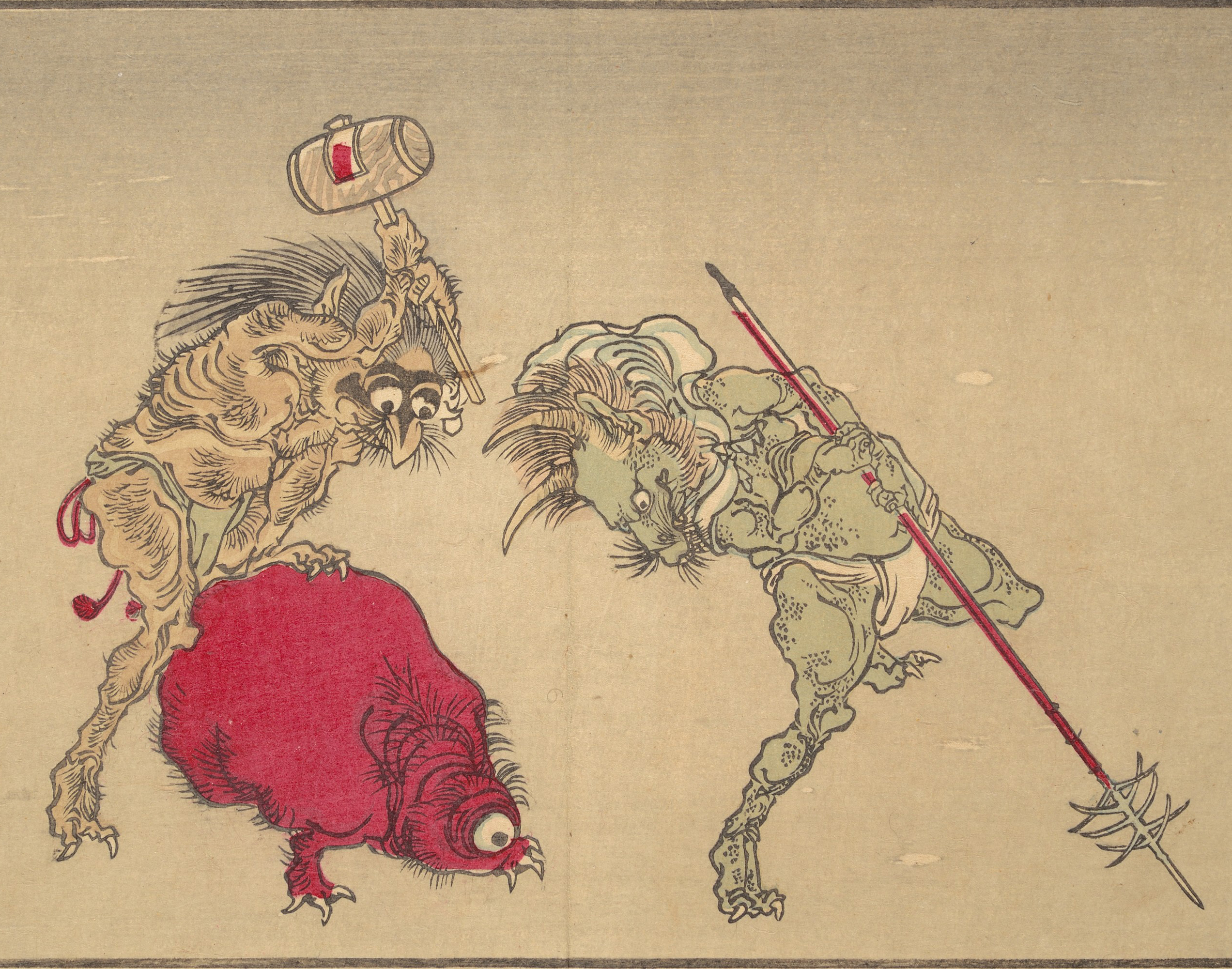
Miyazaki s'est inspiré des divinités (kami) et esprits (yōkai) du folklore japonais.

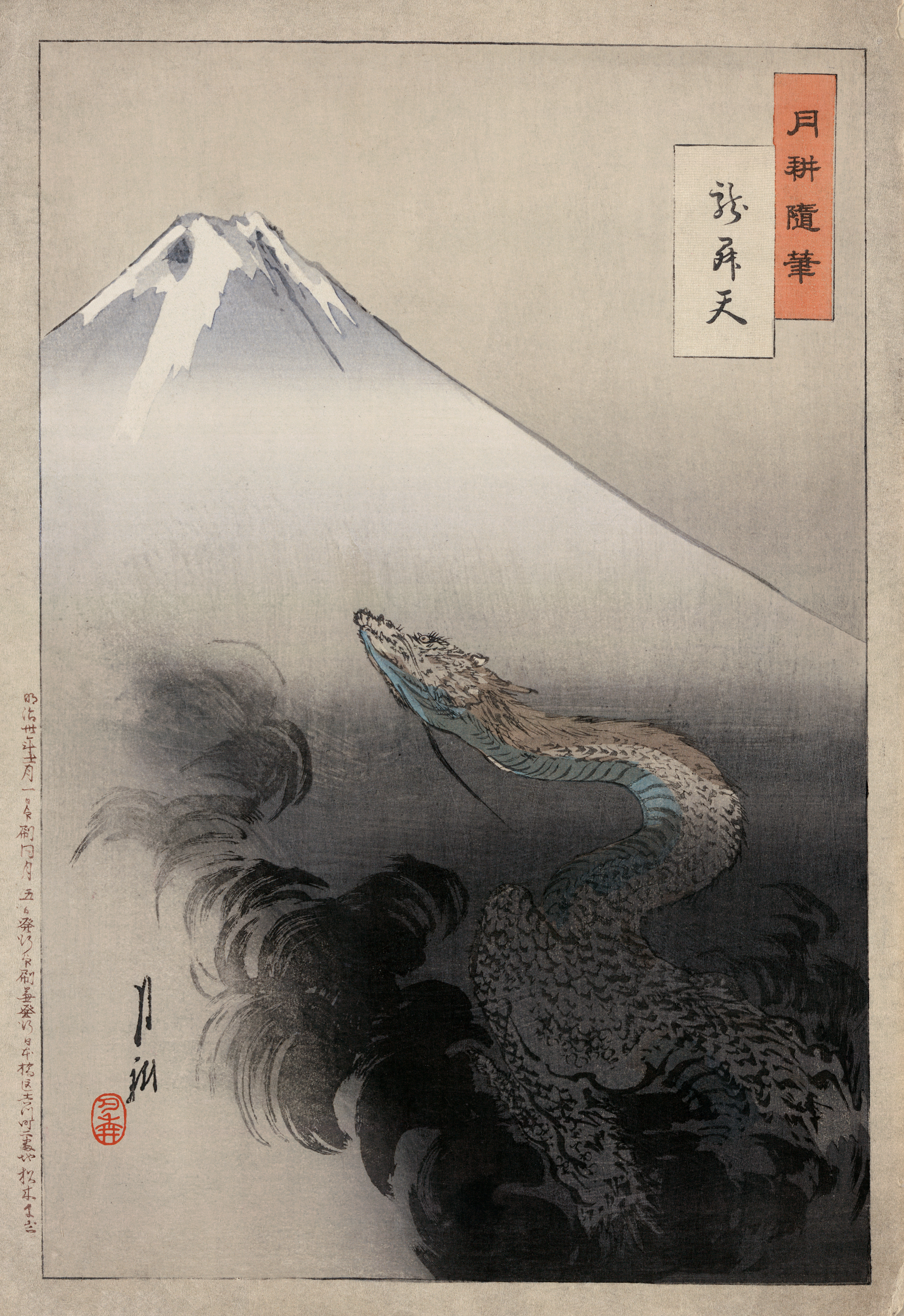
Dans le folklore japonais, le ryū est associé aux étendues d'eau, aux nuages ou au ciel.

Le Voyage de Chihiro est le film le plus traditionnel de Miyazaki. L'œuvre plonge le spectateur dans un voyage au cœur du folklore et des croyances du Japon traditionnel, incarnés par le monde liminal des esprits, dont l'établissement thermal rappelle évidemment les onsen emblématiques du pays. Les rites shinto, notamment ruraux, ont fortement inspiré le réalisateur : dans cette religion animiste et polythéiste, chaque élément du monde est habité par un kami, une force ni bonne ni mauvaise qui existe, normalement imperceptible, dans le monde des vivants. Dans le film, Miyazaki met en scène de nombreux kami de rivières, d'animaux ou de végétaux ; toutefois, pour conserver un certain caractère universel tout en n'étant pas tributaire de la mythologie, le réalisateur a inventé ses propres kami afin que l'œuvre reste accessible aux enfants et aux étrangers,. Les nombreuses métamorphoses intérieures et physiques des personnages, classiques dans les contes et dans le folklore, facilitent également la mise en place d'un langage universel et transculturel, tout en permettant de relier des situations apparemment sans lien entre elles, rompant avec les formes narratives classiques,.
Le titre même du film révèle cet ancrage dans le shinto : kamikakushi, littéralement « caché par les esprits », signifie la disparition temporaire d'un humain, le plus souvent d'un enfant, qui aurait été enlevé pour une quelconque raison par les divinités ; de nombreux contes et légendes populaires sont basés sur ce concept,. Cela fait écho à l'évolution de Chihiro qui devient Sen pendant qu'elle disparaît dans le monde des dieux, le titre pouvant aussi bien être traduit en « La disparition de Sen et Chihiro » qu'en « Sen et la disparition de Chihiro ». De plus, le rituel de l'ancrage dans un monde par la nourriture – dans le film, Haku empêche la disparition de Chihiro en lui faisant absorber une baie du monde des kami – rappelle le mythe shinto d'Izanagi et Izanami. Ponts et tunnels, récurrents dans le film, sont également perçus comme des points de passage entre mondes dans le folklore.
Fidèle au cinéma miyazakien et à la tradition shinto, le film ne repose pas sur l'opposition entre le bien et le mal, tous les personnages étant « moralement ambivalents », y compris le Sans-Visage, qui devient un compagnon de route de Chihiro, ou Yubaba, qui couve son enfant,. À l'image de la nature et du shinto, tout est affaire de « pollution » et de « purification » personnelle, souvent associée à l'eau chez le réalisateur,. Enfin, la délivrance de Haku, divinité associée à une rivière, par Chihiro au bout de son voyage personnel peut être vu comme l'union entre un humain et un kami (shinjin-gouitsu) qui requiert un cœur sincère et pur.
Les personnages principaux du monde des esprits sont eux inspirés du folklore. Yubaba, bien qu'évoquant la reine d’Alice au pays des merveilles, rappelle également les Yama-Uba, sorcières des montagnes dotées de pouvoirs magiques dévorant les humains égarés. Tout comme Yubaba, les Yama-Uba sont aussi associées à la maternité, et l'une d'entre elles est la mère de Kintarō, un héros herculéen qui rappelle le gigantesque bébé dans le film de Miyazaki. Ainsi, dans le folklore, les Yama-Uba, maléfiques mais mères protectrices, présentent la même dualité que Yubaba. Le vieux Kamaji, qui ressemble à une araignée symbolisant le travail collectif et l'habileté, rappelle les légendes de tsuchigumo, des yōkai (monstres) arachnéens. Ce terme désigne également dans le Japon ancien les renégats qui s'opposent au pouvoir central, incarné dans le film par Yubaba. Enfin, Haku rappelle sous son apparence de divinité le dragon Ryūjin, dieu de la mer ; de plus, son nom complet (Nigihayami Kohaku Nushi) semble être inspiré de Nigihayahi, une figure historique et légendaire. Le Sans-Visage demeure le seul personnage du monde des esprits non inspiré de la tradition; il porte toutefois un masque de nô qui symbolise dans cette forme de théâtre traditionnel la dissimulation de soi et la confusion des identités.
La présence du folklore et du shinto participe donc au message de Miyazaki qui est de renouer avec les traditions du Japon ainsi que de continuer à les faire vivre et évoluer. La juxtaposition visuelle d'éléments modernes et traditionnels, japonais et européens, qui évoque là encore le lien entre des mondes différents, en appelle à la nostalgie, au souvenir et à la sensation de comprendre intuitivement le shinto humble et rural que valorise Miyazaki. Comme dans ses précédents films, le réalisateur est moins intéressé par la théologie que par la place de la religion dans la vie quotidienne, notamment le lien spirituel entre l'humain et la nature.

## Place dans le cinéma de Miyazaki et le conte pour enfants

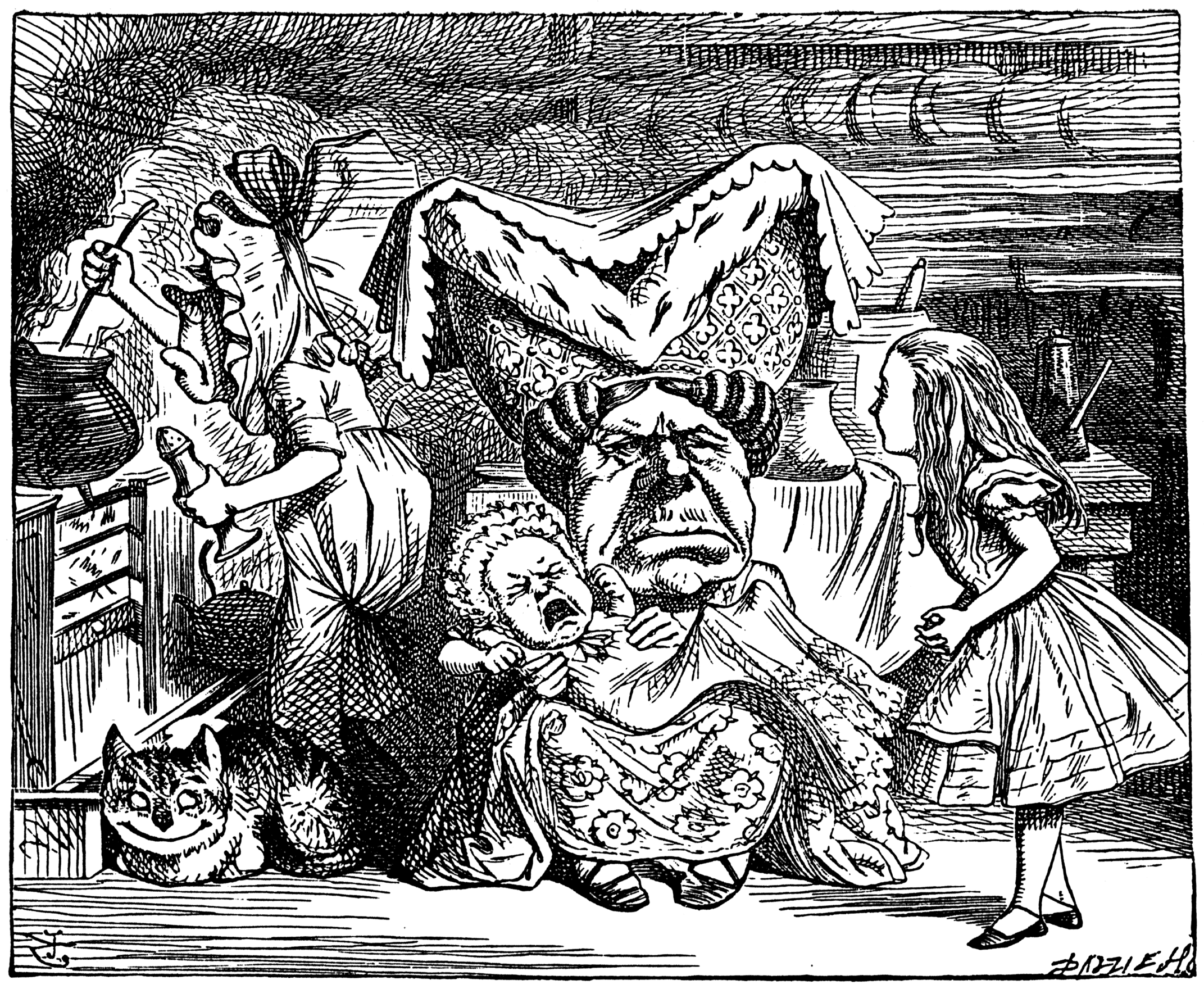
Le récit du Voyage de Chihiro est souvent comparé à Alice au pays des merveilles de Lewis Carroll, écrit en 1865.

Le Voyage de Chihiro illustre certains thèmes récurrents du cinéma de Miyazaki, notamment le travail collectif, le respect de l'environnement, le voyage et l'intégration. Le film qui en est le plus proche est Kiki la petite sorcière : à l'instar de Chihiro, Kiki doit s'intégrer sans l'aide de ses parents dans un nouvel endroit et dans le monde du travail. Les deux jeunes filles connaissent une crise de confiance et l'intégration par l'apprentissage et la solidarité,. Cependant, Kiki est volontaire et enjouée à l'idée de partir, alors que Chihiro reste passive et craintive, déménageant puis étant transportée dans le monde des esprits contre son gré. Les deux films reposent également sur un schéma opposé : Chihiro est une humaine voyageant dans un monde surnaturel tandis que Kiki est une sorcière s'établissant dans une ville humaine.
Mon voisin Totoro et Princesse Mononoké s'inspirent du shinto et mettent en scène le lien entre communautés humaines et nature. Chaque film montre un passé précis : dans Mon voisin Totoro, Miyazaki met en scène ses souvenirs d'enfance, tandis que Princesse Mononoké s'inscrit dans l'histoire ancienne. Le Voyage de Chihiro est le premier film du réalisateur à mêler passé personnel et histoire. Il s'agit également de la première mise en scène directe du Japon contemporain et surtout de sa critique sociale : ni le monde de Kiki la petite sorcière, ni celui de Mon voisin Totoro ne sont « contaminés par les scories de la civilisation »,. Cependant, la conclusion du Voyage de Chihiro répond à celle de Mon voisin Totoro : le rêve d'un « voisinage avec un imaginaire ancré dans les croyances animistes du shinto ».
La structure narrative du film appelle à la comparaison avec Alice au pays des merveilles et Le Magicien d'Oz : dans ces deux romans adaptés au grand écran, une jeune fille voyage en rêve dans un monde carnavalesque et merveilleux,. Tout comme Chihiro, Alice incarne une fille qui grandit et connaît un état de crise d'identité personnelle, en l'occurrence la pré-adolescence. Tant l'établissement thermal que le pays des merveilles d'Alice symbolisent l'instabilité et le rite de passage qui ne sont résolus que par la réappropriation de soi, de son identité et de son passé. Il s'agit là d'une différence avec Kiki, Nausicaä ou San (trois héroïnes de Miyazaki) qui sont elles déjà adolescentes et connaissent une période de transition différente. Cependant, contrairement à Alice au pays des merveilles et au Magicien d'Oz, Miyazaki ne révèle pas si le monde des esprits est un rêve ou la réalité, laissant la fin ouverte à interprétation.
Les Aventures de Pinocchio a inspiré Miyazaki pour la transformation des parents en cochons : chez Pinocchio, les adolescents au comportement irresponsable sont changés en ânes et envoyés aux travaux forcés dans des mines de sel, les parents de Chihiro sont eux transformés en cochons, les enfants japonais étant peu familiers des ânes. Dans les deux cas, ce sont les choix de plaisirs rapides sans en considérer les conséquences qui déclenchent la punition (transformation).

## Postérité
En Occident, le travail de Hayao Miyazaki est régulièrement cité comme source d’inspiration de John Lasseter du studio Pixar, qui encense l’animation artisanale en 2D du Voyage de Chihiro. En particulier, le film d’animation Vice-versa (2015) de Disney et Pixar, qui explore le récit initiatique chaotique d’une petite fille dont la famille vient de déménager, développe des thématiques très similaires au Voyage de Chihiro,. Nick Park du studio Aardman Animations confie que le film lui rappelle l’importance de puiser dans l’imaginaire enfantin.
Au Japon, parmi les jeunes réalisateurs du studio Ghibli, Hiromasa Yonebayashi, qui a déjà travaillé avec Miyazaki, explore dans Souvenirs de Marnie (2014) certains thèmes communs au Voyage de Chihiro, notamment la découverte d’un monde merveilleux et le récit initiatique de jeunes filles.